# Атина Рахил Цангари
Атина Рахил Цангари (рођена 2. априла 1966. године) је грчка редитељка и дизајнер пројекције и радила је на пројектима као што су Олимпијске игре 2004. године.

## Живот и каријера
Цангари је рођена у Атини, у Грчкој. Студирала је књижевност на Аристотеловом универзитет у Солуну, студије перформанси на Тиш школи уметности и за филмског редитеља на Универзитету у Тексасу у Остину. Њено прво искуство са филмом се везује за малу улогу у филму Ричарда Линклејтера из 1991. године Забушант. Године 1995. она је основала и постала уметнички директор  Међународног фестивала краткометражног филма Синематекас, која је радио до 2006. године. Касније је била дизајнер пројекција и видео режисер са креативним тимом на челу са Димитрисом Папаиоануом, који је дизајнирао отварање и затварање Летњих олимпијских игара 2004. године у Атини.
Дизајнирала је сценске пројекције за плесни театарски рад "2" Димитриса Папаиоануа 2007. године. Године 2008. дизајнирала је видео дисплеје и пројекције за "Грчку свечаност" - на Пекиншкој изложби у музеју поводом отварања и затварања Летњих олимпијских игара 2004. године. 2009. године отворила је "Рефлекшонс", серију великих пројекција објављених за отварање новог Акропољског музеја у Атини. 2005. године основала је Хаос Филм, продукцијски и постпродукцијски студио са седиштем у Атини. У њеној продукцији су три филма у режији Јоргоса Лантимоса: Кинета (2005),  Очњак (2009), као придружени продуцент и Алпс (2011). Била је ко-продуцент Ричарда Линклатера  Пре поноћи, где се такође појавила у улози Ариадније.
Њена прва улога је у филму Слабо иде посао (2000), премијерно приказан на Солунском међународном филмском фестивалу 2000. године. и освојио награду за најбољи филм на Њујоршком Ундергроунд филмском фестивалу, 2002. године. Филм је описала Домитила Бедел у магазину "Филмска чула" да је као "трајна ерекција за око". Њена друга улога као режисера је била за филм Атенберг, премијерно приказан на главном такмичењу на 67. Венецијанском међународном филмском фестивалу 2010. године, где је Аријана Лабед освојила награду за најбољу главну глумицу.. Филм је био грчки допринос за најбољи филм на страном језику на 84. Оскару. 2013. године створила је филм за прикупљање средстава за Бенаки Музеј, пионирски музеј грчког наслеђа.
У марту 2014. завршила је са својим трећим играним филмом Витез (2015) - комедија смештена на јахти на Егејском мору - премијерно приказана на Локарно Филмском фестивалу. Са тим филмом, освојила је награду за најбољи филм на званичном такмичењу на филмском фестивалу БФИ-Лондон 2015. Такође је добила награду за најбољег глумца за свој мушки ансамбл и посебну награду жирија за режију, са Сарајевског међународног филмског фестивала. Имала је своју северноамеричку премијеру на Торонтском, а потом и на Њујоршком филмском фестивалу.
Године 2013. била је члан жирија на 63. Филмском фестивалу у Берлину. 2017. године је била члан на Светском драмском жирију на Филмском фестивалу Санденс и у жирију за краткометражне филмове на Канском филмском фестивалу.

## Филмографија

### Играни филмови
'Режисер' 
- Слабо иде посао  (2000)
- Атенберг  (2010)
- Витез  (2015)

 'Сценариста' 
- Слабо иде посао  (2000)
- Атенберг  (2010)

 'Продуцент' 
- Кинета  (2005), режија Јоргос Лантимос
- Палестина Блуз  (2005), режија Нида Синокрот
- Очњак  (2007), режија Јоргос Лантимос, придружени продуцент
- Љубавници мржње  (2010), режија Брајан Поисер, извршни продуцент
- Алпс  (2011), режија Јоргос Лантимос
- Pearblossom Hwy   (2011), режија Мајк От

 'Глумица' 
- Забушант као рођака из Грчке
- Пре поноћи  као Ариадна

### Краткометражни
- Инфицирани  (1993), писац, редитељ
- Фит  (1994), писац, редитељ, уредник
- Фит # 2  (1995), писац, режисер
- Биљка # 1 (1996), писац, редитељ
- Ишчекивање ™  (1996), заједно са Нида Синокрот и Кени Стрикланд
- Задовољство (2001), извршни продуцент
- Ветар стиска стаклене листове (2002), анимација, режисер
- Фанки бип (2007), музички видео, редитељ
- Марина № 5/20: 04-21: 10 УТЦ + 8/31° 10 'Н 121° 28' Е  (2008), директор
- Капсула  (2012), ко-писац, режисер
- 24 оквира по веку  (2013), ко-писац, режисер

## Пројекција дизајна
- Отварање и затварање церемоније Олимпијских игара у Атини 2004.  (2004), пројектант и видео режисер
- 2  (2007), сценски дизајнер пројекције
- Грчке свечаности  - Пекиншки ммузеј (2008), пројектант и видео режисер
- Рефлекшонс - Церемонија отварања новог музеја Акропољ  (2009), концепт, директор, дизајнер пројекције